# Prunktisch aus der Berliner Kunstkammer

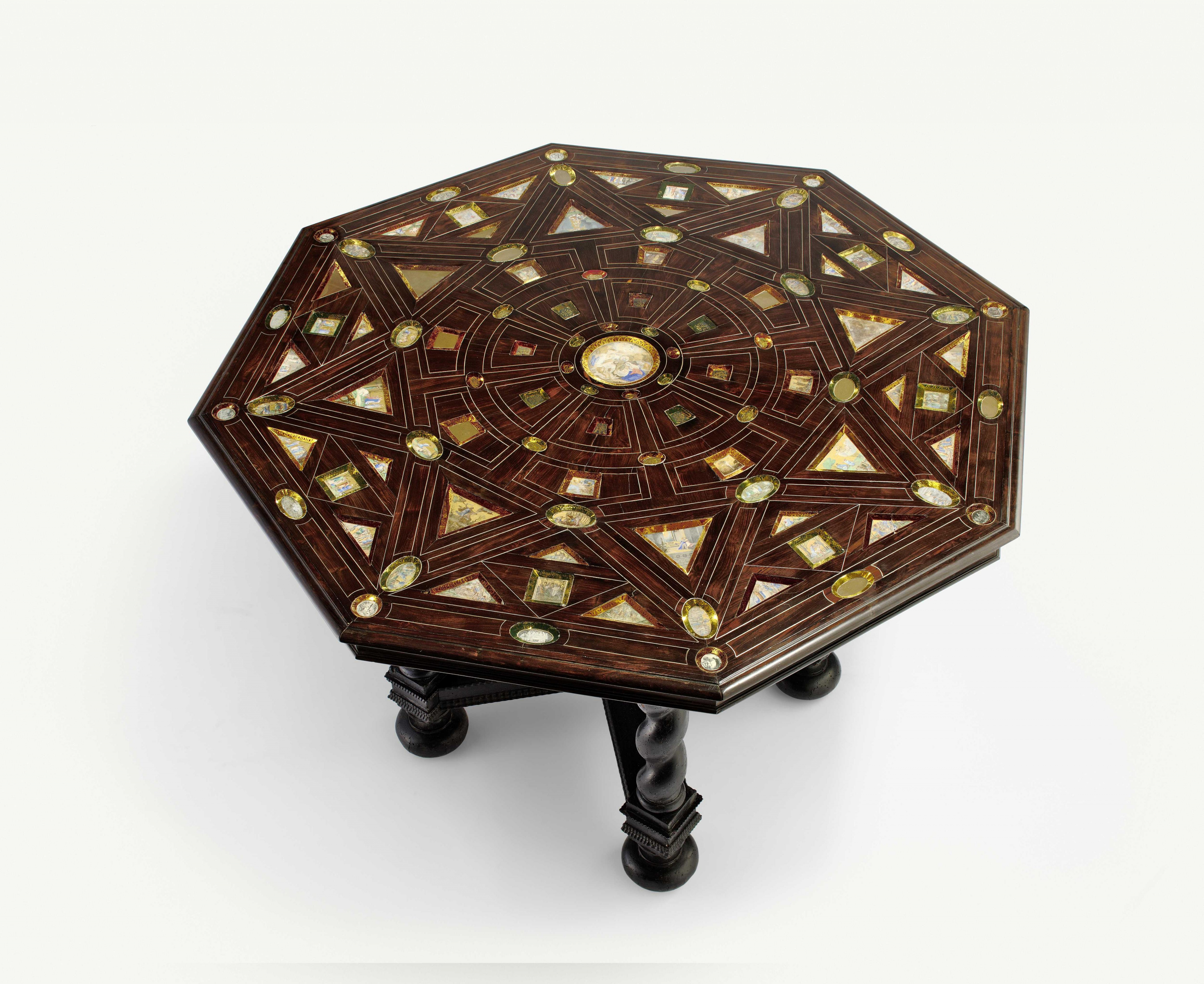
Achteckige Prunktischplatte (Detail), 1556, Kunstgewerbemuseum Berlin, Inv. Nr. K 2613

Der Prunktisch aus der Berliner Kunstkammer besteht aus einer achteckigen Tischplatte auf einem hölzernen Fußgestell und ist ein Prunkmöbel, das Mitte des 16. Jahrhunderts angefertigt wurde. Bereits seit Ende des 17. Jahrhunderts ist der Tisch in der Brandenburgisch-Preußischen Kunstkammer nachweisbar. Der hölzerne Tisch ist mit mehreren Miniaturmalereien unter Bergkristall eingelegt. Die Malereien entstanden nach Raffaels Fresken in den Loggien des Papstes im Vatikan. Der Tisch befindet sich heute in der Dauerausstellung des Kunstgewerbemuseums Berlin.

## Beschreibung
Die Tischplatte hat einen Durchmesser von 118 Zentimetern und liegt auf einem vierbeinigen Gestell auf. Das schwarzgefasste Gestell besteht aus vier spiralförmig gewundenen Beinen, die durch Querleisten miteinander verbunden sind. Bei dem Fußgestell handelt es sich vermutlich nicht um das ursprünglich zur Tischplatte gehörige.
Die stilistisch dem italienischen Raum zuzuordnende Tischplatte ist von oben mit Ebenholz furniert, ist mit einem geometrischen Muster von Silberadern durchzogen und hat tief liegende Einlagen mit dreieckigen, viereckigen und runden Miniaturbildern. Zum Schutz sind diese von Bergkristallprismen überdeckt.
Die Miniaturen sind zum Großteil biblische Szenen nach Raffael. Zur Mitte hin befinden sich Abbildungen von Tatzenkreuzen, Armillarsphären, Wappenstillleben und Blüten. Die Ränder der eingelassenen Miniaturen sind mit Blattgold oder -silber belegt. Unter der mittleren Malerei ist der Tisch inschriftlich auf 1556 datiert. Die Unterseite der Tischplatte ist ebenfalls sehr aufwendig gearbeitet und mit Riegelahorn, Nussbaum und Eibe furniert.

### Miniaturen nach Raffael
Die „Loggien Raffaels“, die sich im zweiten Stockwerk des Papstpalastes im Vatikan befinden, bestehen aus 13 Jochen mit einem gemalten Zyklus aus 52 Szenen. Die Szenen beinhalten in chronologischer Reihenfolge von Süd nach Nord die biblische Geschichte. 48 Szenen sind dem Alten Testament zuzuordnen, vier Szenen dem Neuen. Raffael begann mit der Ausstattung 1516 und schloss 1519 die Arbeiten ab. Die Bewunderung und Rezeption von Raffaels Fresken setzte bereits kurz danach in ganz Europa ein.
Bei der größten Miniaturmalerei in der Mitte des Tisches scheint es sich um die Szene „Die Anbetung der Hirten“ aus dem letzten Gewölbeabschnitt der Loggien zu handeln. Jedoch wurde sie kompositorisch leicht verändert, um die ursprünglich rechteckige Szene in einen Kreis einschreiben zu können. Teilweise wurde der Bildausschnitt der Szenen erweitert, um sie an die Form der Miniatur anzupassen; so geschehen auch bei der in dem Tisch eingelegten dreieckigen Szene „Abimelech belauscht Isaak und Rebekka“.

## Erhaltungszustand
Bereits bei der Überweisung des Tisches aus der Bibliothek an die Kunstkammer wurde der Tisch als schadhaft beschrieben. Dies ist auch dem Inventar, in dem der Tisch das erste Mal erwähnt wird, zu entnehmen. Im Jahresbericht der Staatlichen Museen zu Berlin ist 1997 eine Restaurierungsmaßnahme für den Prunktisch erwähnt, die Arbeiten im Holzbereich und Ergänzungen der Malereien umfasste. Im heutigen Zustand fehlen einige der Miniaturen und das Furnier zeigt an einigen Stellen Risse.

## Objektgeschichte

### In der Berliner Kunstkammer
Zum Entstehungskontext ebenso wie über die Umstände, wie der Tisch nach Berlin kam, ist nichts überliefert. Der Tisch soll jedoch in der Zeit des Kurfürsten Friedrich Wilhelm erworben worden sein. Ein erstes schriftliches Zeugnis von dem Tisch dokumentiert, dass Kurfürst Friedrich I. am 25. März 1689 die Übergabe des achteckigen Tisches aus der kurfürstlichen Bibliothek an die Kunstkammer angeordnet hat.
Im nachfolgenden Inventar aus dem Jahr 1694 ist der Tisch nun in der Sektion „Raritäten und Kunststücke“ mit den Worten „Ein Acht Eckigter Tisch, worinnen gemahlte HISTORIEN in Wasserfarbe, mit CRYSTALL darüber, darinnen fehlen Verschiedene gläser und gemählte“ gelistet.
Die nächsten schriftlichen Dokumente stammen aus der Mitte des 18. Jahrhunderts. Es handelt sich um eine handschriftliche Reisebeschreibung, die vermutlich zwischen 1742 und 1752 entstanden ist. Über den Verfasser ist nichts bekannt. Als Objekt Nummer 18 wird der Tisch als „sehr sauber gemacht, die figuren darin sind rothbund gemacht. Unter andern ist die Hacke merckwürdig, womit Cain seinen Bruder Abel getödtet“ beschrieben. Eine 1756 veröffentlichte gedruckte Beschreibung kopiert diesen Eintrag.
1844 wird er auch im vom Kunstkammervorsteher Leopold von Ledebur herausgegebenen Leitfaden für die Königliche Kunstkammer in der Kategorie „I. Abteilung für Kunst“ in der Rubrik „N. Kunst-Möbel“ mit der Nummer I. N. 17 aufgeführt und gibt den Eintrag aus dem Eingangsbuch wieder, in dem von der Übergabe des Tisches aus der Bibliothek an die Kunstkammer berichtet wird.
1859 erfolgte die Übersiedlung der Kunstkammer aus dem Berliner Schloss in das 1830 eröffnete Neue Museum. Der Neueste Führer durch die Königl. Museen Berlins von 1869 beschreibt die Aufstellung des Tisches im oberen Stockwerk in der Kunstkammer-Abteilung. Ein anlässlich der Auflösung der Kunstkammer 1875 entstandenes Inventar berichtet, dass es sich bei dem Tisch um den Schultisch von Kurfürst Friedrich I. handle. Hier wurde die Entstehung des Tisches außerdem in das 17. Jahrhundert datiert. Eine eingeritzte Jahreszahl unter dem mittleren Bild weist jedoch die Entstehung 1556 aus.

### Im Kunstgewerbemuseum Berlin
Nach der Auflösung der Kunstkammer 1875 und der Übergabe der kunsthandwerklichen Objekte an das Kunstgewerbemuseum Berlin wurde der Prunktisch auch im 1881 neu eröffneten Gropius-Bau im Erdgeschoss im Großen Renaissance-Saal freistehend ausgestellt. Laut dem Führer durch die Sammlung von 1887 befand sich der Tisch nun im historischen Zimmer aus Schloss Haldenstein und sollte die ehemalige Einrichtung des Zimmers repräsentieren. In den Museumsführern 1902, 1907 und 1910 lässt sich beobachten, dass die Aufzählung der in diesem Zimmer befindlichen Möbel immer weiter reduziert und schließlich gar keine Möbel mehr beschrieben wurden. Ob der Tisch also nur schlicht nicht erwähnt oder aus der Ausstellung genommen wurde, lässt sich nicht feststellen.
1988 wurde der Tisch in der temporären Ausstellung „Der Große Kurfürst – Sammler, Bauherr, Mäzen“ im Neuen Palais in Potsdam gezeigt. Heute befindet er sich in der Dauerausstellung des Kunstgewerbemuseums am Kulturforum in der Abteilung „Renaissance Südeuropa“ und wird in dem aktuellen Museumsführer, welcher die 100 Hauptwerke der Einrichtung vorstellt, beschrieben.